# Harutiun Mykyrtczian
Harutiun Mykyrtczian (orm. Հարություն Մկրտչյան, ros. Арутюн Рубенович Мкртчян; ur. 14 października 1922 we wsi Wahramaberd w Armeńskiej SRR, zm. 11 marca 2002 w Armenii) – radziecki wojskowy narodowości ormiańskiej, major, Bohater Związku Radzieckiego (1945).

## Życiorys
Urodził się w ormiańskiej rodzinie chłopskiej. Po ukończeniu szkoły uczył się w technikum kolejowym w Leninakanie (obecnie Giumri), później pracował jako dyżurny na stacji kolejowej, w 1941 został powołany do Armii Czerwonej. Po kilkumiesięcznym szkoleniu wojskowym został skierowany na front wojny z Niemcami, w składzie 11 Gwardyjskiego Korpusu Piechoty brał udział w wyzwalaniu Północnego Kaukazu, we wrześniu 1942 w walkach o Terek, w październiku 1942 o Małgobek, a we wrześniu 1943 o Tamań; był dwukrotnie ranny. Jako dowódca oddziału kompanii 526 pułku piechoty 89 Tamańskiej Dywizji Piechoty Armii Nadmorskiej 4 Frontu Ukraińskiego w stopniu starszego sierżanta szczególnie wyróżnił się podczas walk o Krym 12 maja 1944, gdy wraz z dwoma innymi żołnierzami zaatakował punkt obrony przeciwnika, zabijając ponad 10 żołnierzy, a 38 biorąc do niewoli. Później brał udział w walkach na terytorium Polski, w forsowaniu Odry oraz zdobyciu Frankfurtu i Berlina. Wojnę zakończył w stopniu majora, w 1952 ukończył studia w Instytucie Rolniczym w Erywaniu. Mieszkał w Eczmiadzynie, był żonaty z agronomką Mariam Martirosjan, Bohaterem Pracy Socjalistycznej.

## Odznaczenia
- Złota Gwiazda Bohatera Związku Radzieckiego (24 marca 1945)
- Order Lenina (24 marca 1985)
- Order Czerwonego Sztandaru (2 maja 1944)
- Order Wojny Ojczyźnianej I klasy (11 marca 1985)
- Order Czerwonej Gwiazdy (6 listopada 1943)
- Medal „Za odwagę” (15 lutego 1943)
- Medal „Za wyzwolenie Warszawy”
- Medal „Za zdobycie Berlina”